# Club sportif féminin du Kef
 (août 2023).
Le Club sportif féminin du Kef  est un club de basket-ball tunisien basé au Kef.